# 秦植
秦植（17世紀—17世紀），字立之，湖廣黃州府黃安縣军籍，明朝政治人物。

## 生平
万历三十四年（1606年）丙午科湖广乡试举人，四十七年（1619年）己未科進士，大理寺觀政，四十八年授官全椒县知县，天啓二年（1622年）調任桐城县。四年应天鄉試同考，五年行取。

## 家族
曾祖秦尚朴。祖父秦镒。父秦思臣。